# Bob Cousy
Robert Joseph Cousy, detto Bob (New York, 9 agosto 1928), è un ex cestista e allenatore di pallacanestro statunitense, professionista nella NBA.
Considerato uno dei migliori playmaker della storia, fu una delle prime stelle della lega assieme a George Mikan, con il quale contribuì ad incrementarne la popolarità.
Soprannominato Houdini of the Hardwood (letteralmente Houdini del parquet) o semplicemente Cooz, con il suo innovativo stile di gioco rivoluzionò il ruolo di playmaker, in un'epoca in cui il basket NBA era ancora molto lento, poco spettacolare e ruotava principalmente attorno ai centri.
Fu uno dei principali professionisti che diedero vita all'era della "dinastia" dei Celtics negli anni '50-'60, con cui vinse 6 titoli NBA, giocando 7 finali consecutive dal 1957 al 1963, anno del suo ritiro.

## Caratteristiche tecniche
Alto 1,85 m con un peso di 79 Kg, era un playmaker dalla straordinaria visione di gioco e dall'ottima abilità nel palleggio, grazie anche alla sua qualità di ambidestro. Considerato il miglior assist-man della sua era, era noto per i suoi passaggi smarcanti e impensabili e le giocate dietro ed in mezzo alle gambe, con cui tendeva a far "sparire" la palla, e per questo gli fu dato il soprannome di Houdini of the Hardwood. Era anche un realizzatore di talento grazie all'abilità in penetrazione e nel tiro piazzato, realizzò infatti 18,4 punti di media in carriera.

## Carriera

### College
Giocò dal 1946 al 1950 al College of the Holy Cross, con cui vinse subito il titolo NCAA. Passò il suo primo anno in panchina per buona parte del tempo in quanto inizialmente non era visto di buon occhio da coach Doggie Julian, riuscendo comunque a risultare il terzo miglior marcatore della squadra.
Non soddisfatto del suo anno da freshman, in quanto riteneva il suo allenatore colpevole di limitare il suo stile di gioco, Cooz valutò di trasferirsi alla St. John's University, scrivendo una lettera a coach Joe Lapchick (ex-giocatore dei leggendari Original Celtics). Quest'ultimo tuttavia era un grande estimatore di Julian e disse a Cousy di dare maggiore fiducia al suo allenatore, che col tempo avrebbe apprezzato le sue qualità.
Dalla stagione successiva Julian diede più spazio a Cousy, che divenne titolare e una delle stelle della squadra, venendo anche inserito per tre anni consecutivi nell'All American Team, che includeva i migliori giocatori del basket collegiale. Al termine della stagione 1949-50 Cooz si dichiarò eleggibile per il Draft NBA.

### NBA
Scelto dai Tri-Cities Blackhawks alla 3ª chiamata assoluta, venne girato subito ai Chicago Stags, ma la franchigia fallì ancor prima dell'inizio del campionato. Cousy andò quindi ad arricchire le file dei Boston Celtics, dove era particolarmente gradito dal presidente Walter A. Brown ma non da coach Red Auerbach, che lo riteneva troppo indisciplinato. Ben presto l'allenatore cambiò idea sul giovane playmaker, il quale l'anno successivo formò con il nuovo acquisto Bill Sharman la coppia di guardie più forte della lega (Cousy era un grande passatore, Sharman invece un eccellente tiratore).
I Celtics divennero così una delle squadre più forti della NBA, ma ancora non abbastanza per poter conquistare l’anello. La svolta definitiva avvenne nel 1956, quando Macauley e Hagan vennero scambiati per portare a Boston il rookie Bill Russell. Fu l'inizio della cosiddetta Dinastia, che porterà i Celtics a vincere ben 11 anelli dal '57 al '69.
Boston fondava il suo gioco sulla velocità di gioco e sulla rapidità dei folgoranti contropiedi, spesso innestati in difesa da una stoppata di Russell. Cousy fu un maestro esemplare nel guidare questo tipo di azioni, servendo compagni con fantastici assist smarcanti o, alle volte, andando a concludere a canestro di persona con agili lay-up. Nell'era di Cousy ai Celtics (1951-1963), il play da New York contribuì i maniera sostanziale alla conquista di sei anelli NBA, in una striscia che, dal 1957 al 1963, è stata interrotta solamente nel 1958 dai St. Louis Hawks. Fu proprio nel 1957, anno del primo anello vinto, che Cousy si fece fregio del premio di MVP della stagione.
Cousy detiene ancora oggi il record di assist in un tempo: ne realizzò 19 il 27 febbraio 1959.
Si ritirò al termine della stagione 1962-63, all’età di 35 anni, dopo 13 stagioni da professionista. Decise di intraprendere la carriera di allenatore nello stesso anno, dove divenne il coach dei Boston C. Eagles, ruolo che mantenne fino al 1969. Nello stesso anno infatti passò in NBA, ingaggiato dagli allora Cincinnati Royals. Rimase in Ohio fino al 1973, tornando anche a giocare per 7 partite nel 1970, all'età di 41 anni. L'apporto di Cooz fu più che modesto, ma bastò a riempire fino all'orlo gli spalti di ogni campo in cui andò a giocare.

## Statistiche
| † | Denota una stagione in cui ha vinto il titolo NBA |
| * | Primo nella lega                                  |
| * | Record                                            |

### NBA

#### Regular Season
| Anno       | Squadra           | PG  | PT | MP   | TC%  | 3P% | TL%  | RP  | AP   | PRP | SP | PP   |
| ---------- | ----------------- | --- | -- | ---- | ---- | --- | ---- | --- | ---- | --- | -- | ---- |
| 1950-1951  | Boston Celtics    | 69  | -  | -    | 35,2 | -   | 75,6 | 6,9 | 4,9  | -   | -  | 15,6 |
| 1951-1952  | Boston Celtics    | 66* | -  | 40,6 | 36,9 | -   | 80,8 | 6,4 | 6,7  | -   | -  | 21,7 |
| 1952-1953  | Boston Celtics    | 71  | -  | 41,5 | 35,2 | -   | 81,6 | 6,3 | 7,7* | -   | -  | 19,8 |
| 1953-1954  | Boston Celtics    | 72  | -  | 39,7 | 38,5 | -   | 78,7 | 5,5 | 7,2* | -   | -  | 19,2 |
| 1954-1955  | Boston Celtics    | 71  | -  | 38,7 | 39,7 | -   | 80,7 | 6,0 | 7,8* | -   | -  | 21,2 |
| 1955-1956  | Boston Celtics    | 72  | -  | 38,4 | 36,0 | -   | 84,4 | 6,8 | 8,9* | -   | -  | 18,8 |
| 1956-1957† | Boston Celtics    | 64  | -  | 36,9 | 37,8 | -   | 82,1 | 4,8 | 7,5* | -   | -  | 20,6 |
| 1957-1958  | Boston Celtics    | 65  | -  | 34,2 | 35,3 | -   | 85,0 | 5,0 | 7,1* | -   | -  | 18,0 |
| 1958-1959† | Boston Celtics    | 65  | -  | 37,0 | 38,4 | -   | 85,5 | 5,5 | 8,6* | -   | -  | 20,0 |
| 1959-1960† | Boston Celtics    | 75  | -  | 34,5 | 38,4 | -   | 79,2 | 4,7 | 9,5* | -   | -  | 19,4 |
| 1960-1961† | Boston Celtics    | 76  | -  | 32,5 | 37,1 | -   | 77,9 | 4,4 | 7,7  | -   | -  | 18,1 |
| 1961-1962† | Boston Celtics    | 75  | -  | 28,2 | 39,1 | -   | 75,4 | 3,5 | 7,8  | -   | -  | 15,7 |
| 1962-1963† | Boston Celtics    | 76  | -  | 26,0 | 39,7 | -   | 73,5 | 2,5 | 6,8  | -   | -  | 13,2 |
| 1969-1970  | Cincinnati Royals | 7   | -  | 4,9  | 33,3 | -   | 100  | 0,7 | 1,4  | -   | -  | 0,7  |
| Carriera   | Carriera          | 924 | -  | 35,3 | 37,5 | -   | 80,3 | 5,2 | 7,5  | -   | -  | 18,4 |

#### Playoffs
| Anno     | Squadra        | PG  | PT | MP    | TC%   | 3P% | TL%   | RP  | AP    | PRP | SP | PP    |
| -------- | -------------- | --- | -- | ----- | ----- | --- | ----- | --- | ----- | --- | -- | ----- |
| 1951     | Boston Celtics | 2   | -  | 4,5   | 21,4  | -   | 83,3  | 7,5 | 6,0   | -   | -  | 14,0  |
| 1952     | Boston Celtics | 3   | -  | 46,0  | 40,0  | -   | 93,2  | 4,0 | 6,3   | -   | -  | 31,0  |
| 1953     | Boston Celtics | 6   | -  | 45,0  | 38,3  | -   | 83,6  | 4,2 | 6,2   | -   | -  | 25,5* |
| 1954     | Boston Celtics | 6   | -  | 43,3* | 28,4  | -   | 80,0  | 5,3 | 6,3*  | -   | -  | 21,0* |
| 1955     | Boston Celtics | 7   | -  | 42,7  | 38,1  | -   | 95,8* | 6,1 | 9,3*  | -   | -  | 21,7* |
| 1956     | Boston Celtics | 3   | -  | 41,3  | 50,0* | -   | 92,0  | 8,0 | 8,7*  | -   | -  | 26,3  |
| 1957†    | Boston Celtics | 10* | -  | 44,0* | 32,4  | -   | 74,7  | 6,1 | 9,3*  | -   | -  | 20,2  |
| 1958     | Boston Celtics | 11* | -  | 41,5* | 34,2  | -   | 85,3  | 6,5 | 7,5*  | -   | -  | 18,0  |
| 1959†    | Boston Celtics | 11  | -  | 41,8  | 32,6  | -   | 74,5  | 6,9 | 10,8* | -   | -  | 19,5  |
| 1960†    | Boston Celtics | 13  | -  | 36,0  | 30,5  | -   | 76,5  | 3,7 | 8,9*  | -   | -  | 15,3  |
| 1961†    | Boston Celtics | 10  | -  | 33,7  | 34,0  | -   | 76,1  | 4,3 | 9,1*  | -   | -  | 16,7  |
| 1962†    | Boston Celtics | 14* | -  | 33,9  | 35,7  | -   | 68,4  | 4,6 | 8,8   | -   | -  | 16,0  |
| 1963†    | Boston Celtics | 13* | -  | 30,2  | 35,3  | -   | 83,0  | 2,5 | 8,9   | -   | -  | 14,1  |
| Carriera | Carriera       | 109 | -  | 38,5  | 34,2  | -   | 80,1  | 5,0 | 8,6   | -   | -  | 18,5  |

## Palmarès
- Campione NCAA (1947)
- Campionato NBA: 6

Boston Celtics: 1957, 1959, 1960, 1961, 1962, 1963
- Premio NBA MVP dell'anno: 1957
- 13 volte nel team dell'NBA All Star Game
- 2 volte MVP dell'All-Star Game: 1954 e 1957.
- 12 volte nell'All-NBA Team: 10 nel primo e due nel secondo
- Miglior assist-man in stagione NBA per 8 anni consecutivi (2° migliore di sempre dopo John Stockton (9) )

1953, 1954, 1955, 1956, 1957, 1958, 1959, 1960
- Record NBA per tiri liberi segnati in una partita di Playoff: 30 vs Syracuse Nationals (21 marzo 1953)
- In carriera ha messo a referto 18,4 punti, 5,2 rimbalzi e 7,5 assist di media a partita in un totale di 924 gare giocate.
- Ventiduesimo per numero di assist di sempre NBA
- Eletto nella Basketball Hall of Fame nel 1971
- Incluso tra i 10 migliori giocatori nel venticinquesimo anniversario della NBA
- Incluso tra gli 11 migliori giocatori nel trentacinquesimo anniversario della NBA
- Inserito tra i 50 migliori giocatori del cinquantenario della NBA
- Inserito nel NBA 75th Anniversary Team